# Friedrich Muck-Lamberty

Friedrich Muck-Lamberty (idealisierende Zeichnung)

Friedrich Muck-Lamberty, eigentlich Friedrich Lamberty (* 14. Juli 1891 in Straßburg; † 7. Januar 1984 in Oberlahr), war ein deutscher Kunsthandwerker, Vertreter der deutschen Lebensreform- und Jugendbewegung und einer der bekanntesten sogenannten Inflationsheiligen der 1920er Jahre.

## Leben

### Jugend
Friedrich Lamberty wuchs in einer vierzehnköpfigen Kaufmannsfamilie im damals deutschen Elsass und im niederländischen Simpelveld auf. Mit geringem Körpermaß von 162 Zentimeter und großem Kopf versehen, erhielt er schon als Kind nach der Titelfigur eines Märchens von Wilhelm Hauff den Beinamen Muck, den er sein Leben lang tragen sollte.
1904 riss Muck von zuhause aus und kam mit vierzehn Jahren in Kontakt zu Lebensreformkreisen. Er arbeitete in einem Reformhaus in Stuttgart und leitete später eine Filiale des Unternehmens im damals österreichischen Brünn. In Stuttgart hatte er um 1907 den Dichter und Naturapostel Gusto Gräser kennengelernt, der für ihn zum Vorbild wurde. Immer wieder unterbrach er von da an seine Berufstätigkeit, um wandernd durch Deutschland, Österreich und die Schweiz zu ziehen. 1909 kam der überzeugte Vegetarier dabei erstmals in Kontakt zur Wandervogel-Bewegung und zur von Hans Paasche und Hermann Popert herausgegebenen Zeitschrift „Der Vortrupp“, in deren Umkreis er sich bis 1913 aufhielt. Seit 1912 plante Muck den Aufbau einer alternativen handwerklichen Siedlungsgemeinschaft. Das Projekt konnte er aber vor Ausbruch des Ersten Weltkriegs nicht realisieren. Nach dem Ersten Freideutschen Jugendtag auf dem Hohen Meißner 1913 gründete er mit Hans Paasche und anderen zusammen einen „Freundeskreis für Gusto Gräser“.

### Krieg und Novemberrevolution
1914 meldete sich Muck wie viele als Kriegsfreiwilliger. Mit ihm und etwa 30 anderen Wandervögeln wurde als Experiment eine auf Helgoland stationierte Gruppe Marinesoldaten gebildet, die vegetarisch verpflegt wurde. 1917 trat er der rechtsnationalistischen Deutschen Vaterlandspartei bei, die eine Volksgemeinschaft und die Fortsetzung des Krieges mit allen Mitteln forderte. Den Ausbruch der deutschen Revolution im November 1918 erlebte er in einem Kriegslazarett.
Muck war kein Gegner der Revolution, sondern deutete sie als Chance auf dem Weg zur „völkischen Wiedergeburt“ Deutschlands. Für ihn stand bei dieser „Erneuerung“ nicht eine politische Umgestaltung Deutschlands im Mittelpunkt, sondern die „geistige“ innerliche Entwicklung des einzelnen Menschen: „Revolution der Seele“. Sein Programm, das er in zahlreichen Flugblättern und der programmatischen Schrift Deutsche Volksgemeinschaft von 1919 verbreitete, verband lebensreformerische Grundüberzeugungen und Einflüsse der völkischen Jugendbewegung mit religiös gefärbten Heilserwartungen. Revolution war für ihn „Kampf der Jugend gegen die Alten, [...] zwischen Jung-Natur und Alt-Natur, zwischen lebendigen Menschen, die göttliche Menschen seien, und den Proleten, also den käuflichen Menschen, den Zweckmenschen.“ Ziel war die Herrschaft der Seele über die Materie.

### Einordnung seiner Gedankenwelt
Die Denkvorstellungen Muck-Lambertys waren keineswegs neu, sondern gingen im Kern auf seine Begegnung mit Gusto Gräser zurück, der zusammen mit seinem Bruder Karl Mitbegründer der Reformsiedlung Monte Verità bei Ascona war. Gräser sammelte 1907 wohl in Stuttgart eine Gruppe junger Menschen um sich, zu der neben dem Kaufmannslehrling Muck-Lamberty der Maler Willo Rall, der Dichter Georg Stammler und am Rande auch der Journalist Theodor Heuss gehörten. Seit dieser Zeit versuchte Lamberty Gräsers Vision eines wandernden Bundes von Freunden werbend umzusetzen, vor allem in den Kreisen des Wandervogels. 1913 lud er von der Esslinger Heimstättenkolonie aus mit Gedichten von Gusto Gräser zum Jugendtreffen auf dem Meissner ein. Bei diesem Treffen kam es durch Lamberty zur Gründung eines „Freundeskreises für Gusto Gräser“. Spätestens seit dieser Zeit unterzeichnete er seine Briefe, Aufsätze und Zeichnungen mit dem Hauszeichen Gräsers, dem Pentagramm. So auch in seinem Aufruf An die lebendigen Prediger von Januar 1919. Seine Texte enthalten öfters direkte oder indirekte Zitate aus Gedichten Gusto Gräsers, die er gemeinsam mit seinen Aufsätzen abdruckte. Im November 1918 hatte er seine eigene, an Gräser angelehnte Vision von Revolution formuliert: „Gehet in die Wälder und rufet die Gottessuchenden zur Andacht ... Schaffet Hochburgen des Geistes im ganzen Land ... Stürzet das Morsche, das Gottlose“ (wieder abgedruckt in: Weltwende, 2. Jg., Nr. 9/12, Oktober 1921 , S. 5). Zunächst in Hannoversch-Münden, dann in Hartenstein und Kronach sammelte er junge Menschen aus dem Wandervogel um sich. Den Wanderbund, der nach Pfingsten 1920 tanzend und singend durch Nordbayern und Thüringen zog, nannte er die Neue Schar, angelehnt an die Schrift „Worte an eine Schar“ von Georg Stammler. Dieser hatte 1913, die Intentionen Gusto Gräsers aufgreifend, den Aufbruch einer „heiligen Schar“ gefordert. Nachdem sich auch Gräser dem Zug der Freunde angeschlossen hatte, flatterten seine Sprüche auf Flugblättern der Schar voran. Gräser sprach in ihren Versammlungen und an ihren Lagerfeuern, lebte dann mit Muck zusammen bei der Werkschar in Naumburg, wo er im November 1921 verhaftet und von da in ein Abschiebelager für unerwünschte Ausländer eingeliefert wurde.
Muck-Lamberty versuchte lebensreformerische und kulturphilosophische Ideen nicht nur von Gusto Gräser mit eigenen, teils katholisierenden, aber auch deutsch-völkischen Vorstellungen zu verbinden. Eine im heutigen Sinne ökologische Lebensweise wollte er praktisch erproben und dichterisch-religiös begründen, ohne jedoch einer Apokalypse das Wort zu reden: „Erhaltung der Naturdenkmäler, Belebung des Dorf- und Stadtbildes durch Erhaltung und Anpflanzung von Bäumen, Schutz der einheimischen Tier- und Pflanzenwelt vor völliger Ausrottung und Schutz heimischer Gewässer vor Verschmutzung“.
Für seine Anhänger war Muck-Lamberty ein neuer „Jesus“, der „Messias von Thüringen“. Er selbst bezeichnete sich als „Wegbereiter einer neuen Zeit“ und „Prediger in der Wüste“. Hinzu trat bei ihm ein in seiner katholischen Erziehung fußender, jedoch verquerer Marienkult, der auf männlich gedeutete Weise die Frau in den Mittelpunkt seiner Heilslehre stellte, als quasi-säkularisierte „Maria“. Durch sie sollte die Wiedergeburt des völkischen Christus erfolgen, gezeugt vom Propheten, das heißt von Muck-Lamberty selbst. Die fatale Umsetzung dieser Vorstellungen sollte später zu Lambertys „Sündenfall“ und zum Niedergang seiner Bewegung führen.

### Die „Neue Schar“
Im Mai 1920 begann unter Führung von Muck-Lamberty eine Gruppe Jugendlicher von der Stadt Hartenstein im Erzgebirge aus einen Zug durch Franken und Thüringen. Erstes Ziel war das Pfingsttreffen der Wandervögel im oberfränkischen Kronach. Dort rief Muck zur Gründung der „Neuen Schar“ auf und zog anschließend mit der Gruppe über Coburg, Sonneberg, Saalfeld, Rudolstadt, Jena, Weimar, Erfurt und Gotha nach Eisenach zur Wartburg. Muck beschrieb den „Zweck der Wanderung: Sammlung aller jungen Menschen und Kampf für die Volksgemeinschaft gegen alles Gemeine, gegen Ausbeutung.“
Die „Neue Schar“ zog singend, tanzend und predigend durchs Land und verkündete die „Revolution der Seele“. Sie strebten einen Zustand des „Schwebens“ an und praktizierten Selbsterfahrung in gruppendynamischen „Thing“-Sitzungen. Gusto Gräser sprach an ihren Lagerfeuern, seine Gedichte schmückten ihre Flugblätter. Sie schliefen in der freien Natur, feierten in Kirchen, die sie mit Blumen und Zweigen schmückten, und verbreiteten auf ihrem Weg eine wahre Tanzeuphorie. Wie der legendäre Rattenfänger von Hameln zog Muck-Lambertys Gruppe erst hunderte, dann tausende von Menschen in ihren Bann. Den Höhepunkt des Zuges bildete Erfurt, auf dessen Domplatz mehr als 10.000 Menschen in einem rauschhaften Gemeinschaftserlebnis tanzten. Die Schriftstellerin Lisa Tetzner beschreibt den Zug als Zeitzeugin so: „Eine unzählige Menschenmasse wälzt sich den Berg heran. Es scheint, als seien alle Menschen der Stadt in Anmarsch begriffen. Voran schreitet ein kleiner Trupp sonderbar gekleideter Burschen und Mädchen. [...] An ihren Seiten und Händen halten sich zahlreiche Kinder fest, die sie beim Ausschreiten hindern und die sich gegenseitig zur Seite drängen. Aber, es sind nicht nur Kinder, es ist ein ganzes, buntes Volk, was nachfolgt.“

Ankündigung aus Sonneberg

Die Öffentlichkeit bewertete Mucks Zug durchaus zwiespältig. Während einige protestantische Pfarrer der Schar ihre Kirchen öffneten und auch das Altenburger Regierungspräsidium ihr positiv gegenüberstand, lehnte die katholische Kirche das Unternehmen ab. Kritik kam auch von den Arbeiterparteien, die Muck vorwarfen, die Jugend zu verdummen und vom Klassenkampf abzubringen. Für die konservativen Deutschnationalen dagegen war Muck selbst ein „Bolschewist“. Der Historiker Walter Laqueur fasst Mucks Eindruck in der Öffentlichkeit so zusammen: „Studenten, Intellektuelle und die Gewerkschafter beobachteten Muck mit höchstem Argwohn; diese nannten ihn einen Klassenfeind, jene hielten ihn für einen ausländischen Agenten. Doch Mucks Appell richtete sich nicht an sie. Alles war ganz unschuldig und rührend.“
Auch in die Literatur fand der Zug Eingang. Hermann Hesse wanderte zwar nicht selbst mit, aber verklärte diesen „Kinderkreuzzug“ in seiner Erzählung Die Morgenlandfahrt: „Erschüttert vom Kriege, verzweifelt durch Not und Hunger, tief enttäuscht durch die anscheinende Nutzlosigkeit all der geleisteten Opfer an Blut und Gut, war unser Volk damals manchen Hirngespinsten, aber auch manchen echten Erhebungen der Seele zugänglich, es gab bacchantische Tanzgemeinden und wiedertäuferische Kampfgruppen, es gab dies und jenes, was nach dem Jenseits und nach dem Wunder hinzuweisen schien“.
Im Oktober 1920 zog die „Neue Schar“ zurück nach Hartenstein. Den Winter verbrachte man mit behördlicher Duldung auf der Leuchtenburg bei Kahla, in der 1920 eine Jugendherberge eingerichtet worden war. Hier verwirklichte Muck auch erstmals seine alten Pläne einer handwerklichen Siedlungsgemeinschaft. Man produzierte Drechsel-, Schnitz- und Tischlerarbeiten zur Versorgung der Schar. Geplant war, im Frühling predigend und tanzend nach Norddeutschland und Berlin zu ziehen. Dazu sollte es aber nicht mehr kommen.

Notgeld der Stadt Kahla (1921) mit Motiven zu Mucks „Sündenfall“

### Mucks „Sündenfall“
Ein weibliches Mitglied der Schar wandte sich an die Behörden und warf Muck vor, eine „Haremswirtschaft“ zu führen. Es kam zu einem Verhör, in dem Muck die gegen ihn erhobenen Vorwürfe unumwunden bestätigte und durch „die geschlechtliche Not der Frauen“ rechtfertigte. Den Erfurter Pfarrer Adam Ritzhaupt, der Muck durchaus positiv gegenüberstand, wunderte das nicht: „Die starke erotische Stimmung lag ja offen zutage. [...] Man denke doch nicht, daß diese Lieder und diese Bewegungen etwas anderes seien als Erotik.“ Muck und seine Schar mussten die Leuchtenburg im Februar 1921 verlassen. Die Öffentlichkeit und viele ehemaligen Sympathisanten wandten sich von ihm ab. Friedrich Lienhard warf in der Zeitschrift Der Türmer Muck und seiner Gruppe vor, sie hätten „Inbrunst mit Brunst verwechselt“. Auch einige ehemalige Mitglieder der Schar erkannten im Nachhinein, dass der von ihnen eingeschlagene Weg falsch und zum Scheitern verurteilt war: „Das müssen wir, wenn wir ehrlich sind, uns eingestehen und auch denen sagen, die noch an uns oder diesen Weg glauben. Unsere Aufrufe waren Aufrufe zum Rausch und unser Rufen nach Tiefe hatte oberflächliche Gefühlsschwelgereien zur Folge. Wir waren selbst schuld daran.“
Muck und die „Neue Schar“ verschwanden aus der Öffentlichkeit, trennten sich aber nicht. In Naumburg gründete er eine Drechselwerkstatt unter dem Namen „Naumburger Werkschar“, die bald in ganz Deutschland bekannt wurde. Wirtschaftlich hatte Muck von da an ausgesorgt. 1922 heiratete er, der missionarische Eifer der Schar war inzwischen erloschen. Langsam wuchs auch Gras über den „Skandal“.

### Weltwirtschaftskrise und Nationalsozialismus
In der Weltwirtschaftskrise erlebte Muck – wie viele andere „Inflationsheilige“ – eine Renaissance. Im April 1930 redete er auf der von Max Schulze-Sölde organisierten „Religiösen Woche“ zum Thema „Das Wollen der Jugend“ und knüpfte neue Kontakte zur Bündischen Jugend, zu den Deutschgläubigen und zum linken Flügel der Nationalsozialisten. Im Oktober 1930 nahm er neben Ernst Niekisch als Gast am ersten Reichskongress der von Otto Strasser gegründeten Nationalsozialistischen Kampfgemeinschaft Deutschlands teil, ohne dass er aber irgendwelche Aktivitäten innerhalb dieser NSDAP-Abweichlergruppe entfaltete.
Obwohl man Muck sicherlich als Gegner der Weimarer Republik bezeichnen kann, hatte er andererseits auch Vorbehalte gegen den Nationalsozialismus. Ihn störte vor allem, dass dort „Macht über Geist“ gestellt werde und man die Talente und Hoffnungen der Jugend nicht beachte („weil dort zu wenig die Wesensdinge der Jungen zur Geltung kommen“). Außerdem hatte er eine tiefsitzende Aversion gegen jede Art von Massenorganisation, die seinem Verständnis von elitärer Führerschaft widersprach. Dennoch suchte er in einem Brief an den NSDAP-Reichstagsabgeordneten Ernst Graf zu Reventlow nach Gemeinsamkeiten: „Ich möchte, daß Führer der NSDAP sich mit den Jungen Führern der deutschen Jugendbewegung verständigen, nicht durch kitschigen Verständigungskram, sondern indem man auf den Grund geht, wo die gemeinsame Wurzel oder Höhlung ist [...]. Das Gemeinsame muß herausgearbeitet werden.“ Für die Nationalsozialisten gab es im Umgang mit der Jugendbewegung aber nur die Gleichschaltung. Und so beschloss Muck, „die innere Sauberkeit durch Distanz“ zu bewahren.

### Nach 1945
1947 gründete Muck in Naumburg ein Nachfolgeunternehmen der früheren „Werkschar“ namens „Holzwaren für Haus und Wirtschaft“, das bald etwa 100 Arbeitskräfte beschäftigte und 1948 vom Wirtschaftsminister ausgezeichnet wurde. Nach Problemen mit der sowjetischen Besatzungsmacht siedelte Muck mit seinem Betrieb in die westlichen Besatzungszonen um, zunächst nach Königswinter, dann nach Oberlahr im Westerwald. Auch in der Bundesrepublik vertrat er seine christliche Erlöserphilosophie weiter. Die politischen Entwicklungen in sozialistischen und kommunistischen Ländern wie Kuba und China begrüßte er als Zeichen wachsender Volksgemeinschaften, ebenso wie die Revolte der Studentenbewegung Ende der 1960er Jahre als Wiedererwachen des rebellischen Geistes der Jugend.
Sein Kunsthandwerksbetrieb wurde von seinen Söhnen als Familienunternehmen weitergeführt.
Die Stadt Naumburg erinnert an ihren ehemaligen Bewohner mit dem Muck-Lamberty-Weg. Ein Teil der Ausstellung zur Burggeschichte des Museums „Burg Leuchtenberg“ ist Muck-Lamberty und der „Neuen Schar“ gewidmet.

## Veröffentlichungen
- Neuland in Sicht! Den Freunden und Führern der Jugend. Heimstätten. Flugschrift, Eßlingen a N. 1913.
- An die Lebendigen im Adel. Aus einem Briefe. Flugschrift, 1918.
- An die Freideutschen! Verjüngung des politischen Lebens. Flugschrift, [Bramwalde an der Weser] 1918.
- An die lebendigen Prediger. Flugschrift, Rehlingen bei Amelinghausen 1918.
- Deutsche Volksgemeinschaft 1919. Flugschrift, zus. mit Theodora Schulze und Hermann Thümmel, Hannoversch-Münden 1919.
- Die Handwerkerschar von der Leuchtenburg. Flugschrift, Jena: Dürer-Haus, 1921.
- Unter der Linde. Tanzspiele und Volksweisen, gespielt und gesungen von der „Neuen Schar“ in Thüringen. Vorwort, Duncker Verlag, Weimer 1921 u.ö.
- Jugendbewegung, Handwerk und Volksfest. Etwas von Meistern, Wanderbrüdern, Stiften, Bräuchen, Volksfesten, Kitsch und Krempel, aber auch von der Wertarbeit. Naumburg (Saale): Werkschar 1929 u.ö.

## Literarische Verarbeitung
- In seiner 1932 erschienenen Erzählung Morgenlandfahrt schildert Hermann Hesse u. a. den Zug der „Neuen Schar“ durch Nordbayern und Thüringen im Jahr 1920.
- In seinen Lebenserinnerungen Via vitae (Kassel 1968) beschreibt der Theologe Wilhelm Stählin seine Begegnung mit Muck-Lamberty, ebenso der Pädagoge Wilhelm Flitner in Erinnerungen 1889-1945 (Paderborn 1986).
- Hugo Hartung hat in seinen Romanen Aber Anne hieß Marie (Berlin 1952) und Die stillen Abenteuer (Berlin 1963) ebenfalls den Zug der „Neue Schar“ eingearbeitet.
- Bereits im Roman Gestaute Flut (Stuttgart/Berlin 1941) von Walter Kramer (1892–1956) spielt Muck-Lamberty eine Rolle.